# Diana Sjnajder

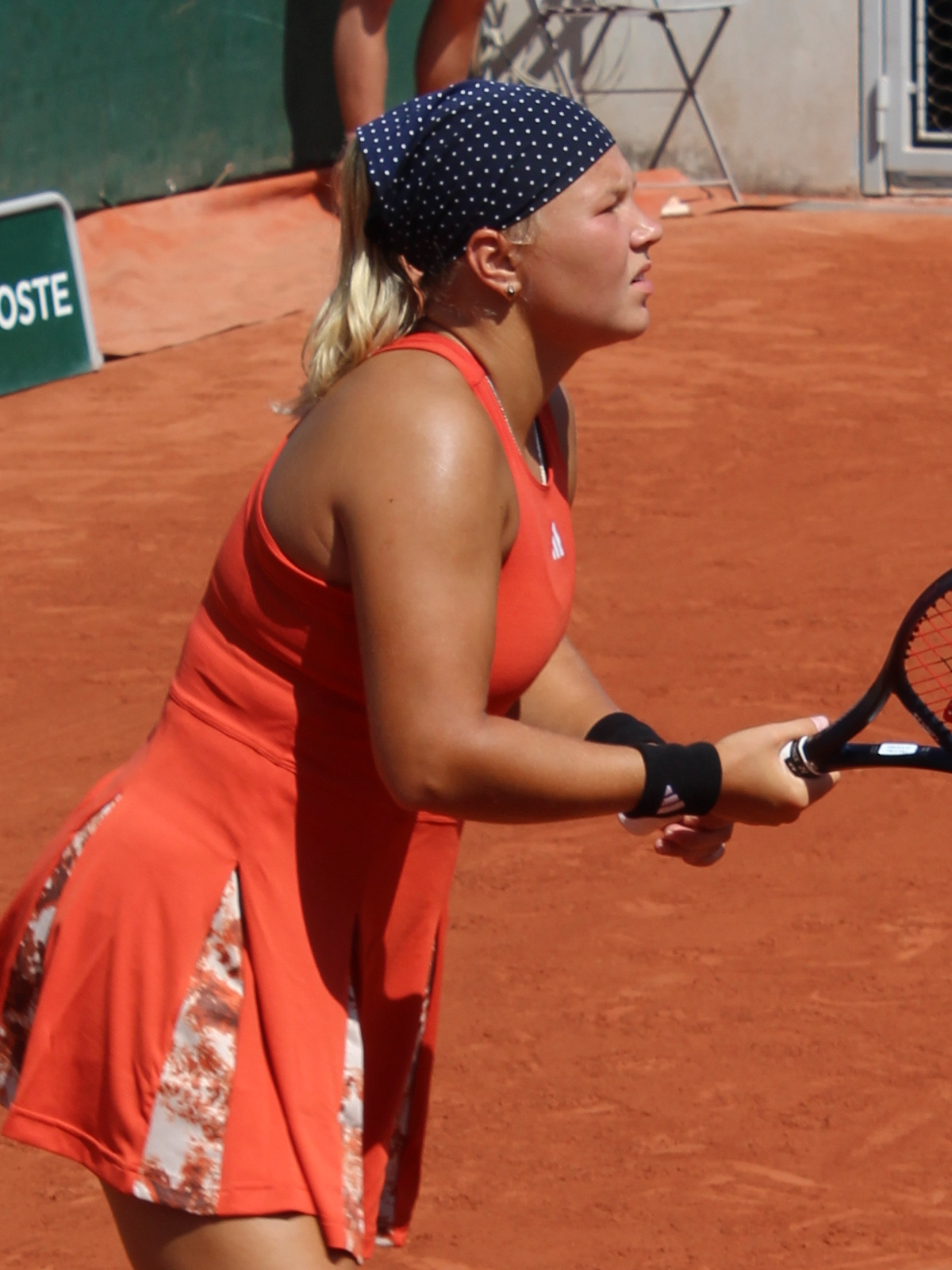
Roland Garros 2023

Diana Sjnajder (Zjigoeljovsk, 2 april 2004) is een tennisspeelster uit Rusland. Sjnajder begon met tennis toen zij vier jaar oud was. Zij bereikt haar beste resultaten op gravel. Zij speelt linkshandig en heeft een tweehandige backhand. Zij is actief in het internationale tennis sinds 2020.

## Loopbaan

### Junioren
In het dubbelspel van de junior-grandslamtoernooien bereikte Sjnajder de finale op Roland Garros 2020, samen met landgenote Maria Bondarenko. In de twee jaren erna won zij driemaal de titel: op Wimbledon 2021 met Wit-Russin Kristina Dmitruk, op het Australian Open 2022 met de Amerikaanse Clervie Ngounoue (waarmee zij de tweede plaats bereikte op de ITF-ranglijst voor junioren) en op het US Open 2022 met de Tsjechische Lucie Havlíčková.

### Enkelspel
Sjnajder debuteerde in 2020 op het ITF-toernooi van Caïro (Egypte). Zij stond in 2021 voor het eerst in een finale, op het ITF-toernooi van Antalya (Turkije) – hier veroverde zij haar eerste titel, door de Sloveense Pia Lovrič te verslaan. Tot op heden(juni 2025) won zij vier ITF-titels, de meest recente in 2022 in Istanbul (Turkije).
In november 2022 kwalificeerde Sjnajder zich voor het eerst voor een WTA-hoofdtoernooi, op het toernooi van Colina – zij bereikte er de kwartfinale. Twee weken later stond zij voor het eerst in een WTA-finale, op het toernooi van Montevideo – hier veroverde zij haar eerste titel, door Française Léolia Jeanjean te verslaan.
In januari 2023 kwalificeerde Sjnajder zich voor het eerst voor een grandslamtoernooi, op het Australian Open waar zij in het hoofdtoernooi nog de tweede ronde bereikte – daarmee maakte zij haar entrée tot de top 100 van de wereldranglijst.
In februari 2024 won zij haar tweede WTA-titel, de eerste op niveau WTA 250, op het toernooi van Hua Hin – in de finale versloeg zij de Chinese titelverdedigster Zhu Lin. In mei zegevierde zij over de Amerikaanse Emma Navarro voor haar derde WTA-titel, in Parijs Clarins – hiermee trad zij toe tot de top 50 van de wereldranglijst. In juni won zij haar vierde WTA-titel, de eerste op niveau WTA 500, op het toernooi van Bad Homburg – in de finale versloeg zij de Kroatische Donna Vekić. In juli won zij haar vijfde in Boedapest, ten koste van Aljaksandra Sasnovitsj. Na het bereiken van de halve finale op het WTA 1000-toernooi van Toronto maakte zij haar entrée tot de top 20 van de wereldranglijst. Op het US Open bereikte zij de vierde ronde. In november won zij haar zesde WTA-titel op het toernooi van Hongkong – in de finale versloeg zij de Britse Katie Boulter.
Haar hoogste notering op de WTA-ranglijst is de 11e plaats, die zij bereikte in mei 2025.

### Dubbelspel
Sjnajder was in het dubbelspel minder actief dan in het enkelspel. Zij debuteerde in 2020 op het ITF-toernooi van Caïro (Egypte), samen met de Britse Matilda Mutavdzic. Zij stond in 2021 voor het eerst in een finale, op het ITF-toernooi van Antalya (Turkije), samen met de Oekraïense Anastasija Soboljeva – hier veroverde zij haar eerste titel, door het duo Tamara Čurović en Amarissa Tóth te verslaan. Tot op heden(juni 2025) won zij drie ITF-titels, de meest recente in 2022 in Hechingen (Duitsland).
In 2022 speelde Sjnajder voor het eerst op een WTA-hoofdtoernooi, op het toernooi van Montevideo, samen met de Braziliaanse Laura Pigossi – zij bereikten er de tweede ronde.
Sjnajder stond in 2023 voor het eerst in een WTA-finale, op het toernooi van La Bisbal d'Empordà, samen met de Amerikaanse Caroline Dolehide – hier veroverde zij haar eerste titel, door het Spaanse koppel Aliona Bolsova en Rebeka Masarova te verslaan.
Bij haar grandslamdebuut, op het Australian Open 2024, bereikte zij samen met de Amerikaanse Emma Navarro meteen de derde ronde – daarmee kwam zij binnen op de top 150 van de wereldranglijst. Op Roland Garros bereikte zij met Navarro de kwartfinale, waarmee zij haar entrée maakte tot de mondiale top 100. Op de Olympische spelen in Parijs won zij de zilveren medaille, samen met Mirra Andrejeva. In oktober steeg zij naar de top 50.
In 2025 won Sjnajder haar tweede WTA-titel, op het toernooi van Brisbane, samen met landgenote Mirra Andrejeva, door het koppel Priscilla Hon en Anna Kalinskaja te verslaan. Weer met Andrejeva bereikte zij op het Australian Open de halve finale. In maart won zij met de zelfde partner het WTA 1000-toernooi van Miami – door dat resultaat kwam zij binnen op de top 20. In mei bereikte zij de halve finale op het WTA 1000-toernooi van Rome 2025 – hiermee steeg zij naar de top tien.
Haar hoogste notering op de WTA-ranglijst is de 8e plaats, die zij bereikte in juni 2025.

## Persoonlijk
In het schoolseizoen 2022–23 was Sjnajder eerstejaars student aan de North Carolina State University.

## Posities op deWTA-ranglijst
Positie per einde seizoen:
| jaar | rang enkelspel | rang dubbelspel |
| ---- | -------------- | --------------- |
| 2021 | 1065           | 1672            |
| 2022 | 182            | 288             |
| 2023 | 60             | 206             |
| 2024 | 13             | 50              |

## Palmares
| Legenda                 |
| ----------------------- |
| Grandslamtoernooi       |
| Olympische Spelen       |
| Year-End Championships  |
| Premier Mandatory       |
| Premier Five / WTA 1000 |
| Premier / WTA 500       |
| International / WTA 250 |
| Challenger / WTA 125    |

### WTA-finaleplaatsen enkelspel
| nr.              | finale     | toernooi           | ondergrond | tegenstandster         | score         |         |
| ---------------- | ---------- | ------------------ | ---------- | ---------------------- | ------------- | ------- |
| gewonnen finales |            |                    |            |                        |               |         |
| 1.               | 2022-11-27 | WTA Montevideo     | gravel     | Léolia Jeanjean        | 6-4, 6-4      | details |
| 2.               | 2024-02-04 | WTA Hua Hin        | hardcourt  | Zhu Lin                | 6-3, 2-6, 6-1 | details |
| 3.               | 2024-05-19 | WTA Parijs Clarins | gravel     | Emma Navarro           | 6-2, 3-6, 6-4 | details |
| 4.               | 2024-06-29 | WTA Bad Homburg    | gras       | Donna Vekić            | 6-3, 2-6, 6-3 | details |
| 5.               | 2024-07-21 | WTA Boedapest      | gravel     | Aljaksandra Sasnovitsj | 6-4, 6-4      | details |
| 6.               | 2024-11-03 | WTA Hongkong       | hardcourt  | Katie Boulter          | 6-1, 6-2      | details |
| verloren finales |            |                    |            |                        |               |         |
| 1.               | 2023-09-30 | WTA Ningbo         | hardcourt  | Ons Jabeur             | 2-6, 1-6      | details |
| 2.               | 2024-03-16 | WTA Charleston     | hardcourt  | Elisabetta Cocciaretto | 3-6, 2-6      | details |

### WTA-finaleplaatsen vrouwendubbelspel
| nr.              | finale     | toernooi                | ondergrond | partner           | tegenstandsters                | score            |         |
| ---------------- | ---------- | ----------------------- | ---------- | ----------------- | ------------------------------ | ---------------- | ------- |
| gewonnen finales |            |                         |            |                   |                                |                  |         |
| 1.               | 2023-06-10 | WTA La Bisbal d'Empordà | gravel     | Caroline Dolehide | Aliona Bolsova Rebeka Masarova | 7-6, 6-3         | details |
| 2.               | 2025-01-04 | WTA Brisbane            | hardcourt  | Mirra Andrejeva   | Priscilla Hon Anna Kalinskaja  | 7-6, 7-5         | details |
| 3.               | 2025-03-30 | WTA Miami               | hardcourt  | Mirra Andrejeva   | Cristina Bucșa Miyu Kato       | 6-3, 6-7, [10-2] | details |
| verloren finales |            |                         |            |                   |                                |                  |         |
| 1.               | 2024-08-04 | O.S. Parijs             | gravel     | Mirra Andrejeva   | Sara Errani Jasmine Paolini    | 6-2, 1-6, [7-10] | details |
| 2.               | 2025-06-15 | WTA Londen              | gras       | Anna Danilina     | Asia Muhammad Demi Schuurs     | 5-7, 7-6, [4-10] | details |

### Gewonnen ITF-toernooien enkelspel
| nr. | finale     | toernooi | dotatie  | ondergrond | tegenstandster in finale | score    |
| --- | ---------- | -------- | -------- | ---------- | ------------------------ | -------- |
| 1.  | 2021-11-14 | Antalya  | $ 15.000 | gravel     | Pia Lovrič               | 6-3, 6-2 |
| 2.  | 2022-04-17 | Oeiras   | $ 25.000 | gravel     | Martina Di Giuseppe      | 6-4, 6-2 |
| 3.  | 2022-04-24 | Shymkent | $ 15.000 | gravel     | Jekaterina Maklakova     | 6-2, 7-5 |
| 4.  | 2022-05-01 | Istanbul | $ 60.000 | gravel     | Nikola Bartůňková        | 7-5, 7-5 |

## Resultaten grandslamtoernooien
| Legenda | Legenda                          |
| ------- | -------------------------------- |
| g.t.    | geen toernooi gehouden           |
| l.c.    | lagere categorie                 |
| –       | niet deelgenomen                 |
| G       | uitgeschakeld in de groepsfase   |
| 1R      | uitgeschakeld in de eerste ronde |
| 2R      | uitgeschakeld in de tweede ronde |
| 3R      | uitgeschakeld in de derde ronde  |
| 4R      | uitgeschakeld in de vierde ronde |
| KF      | uitgeschakeld in de kwartfinale  |
| HF      | uitgeschakeld in de halve finale |
| F       | de finale verloren               |
| W       | het toernooi gewonnen            |
| w-v     | winst/verlies-balans             |

### Enkelspel
| toernooi        | 2023 | 2024 | 2025 |
| --------------- | ---- | ---- | ---- |
| Australian Open | 2R   | 1R   | 3R   |
| Roland Garros   | 2R   | 1R   | 2R   |
| Wimbledon       | –    | 3R   |      |
| US Open         | –    | 4R   |      |

### Vrouwendubbelspel
| toernooi        | 2024 | 2025 |
| --------------- | ---- | ---- |
| Australian Open | 3R   | HF   |
| Roland Garros   | KF   | HF   |
| Wimbledon       | 2R   |      |
| US Open         | 1R   |      |